# José Frappa

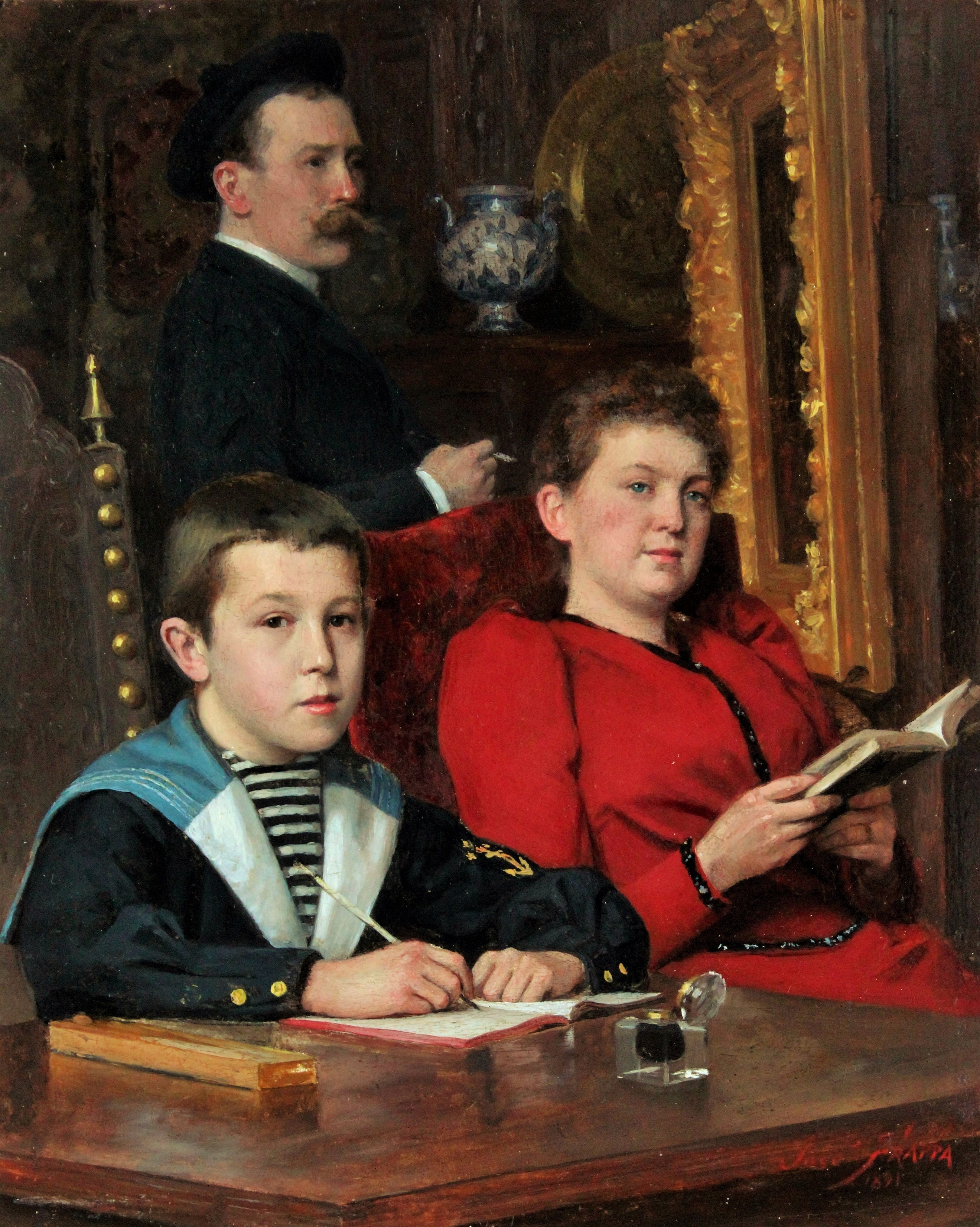
Selbstporträt von José Frappa mit seiner Frau und seinem Sohn Jean-José Frappa, 1891

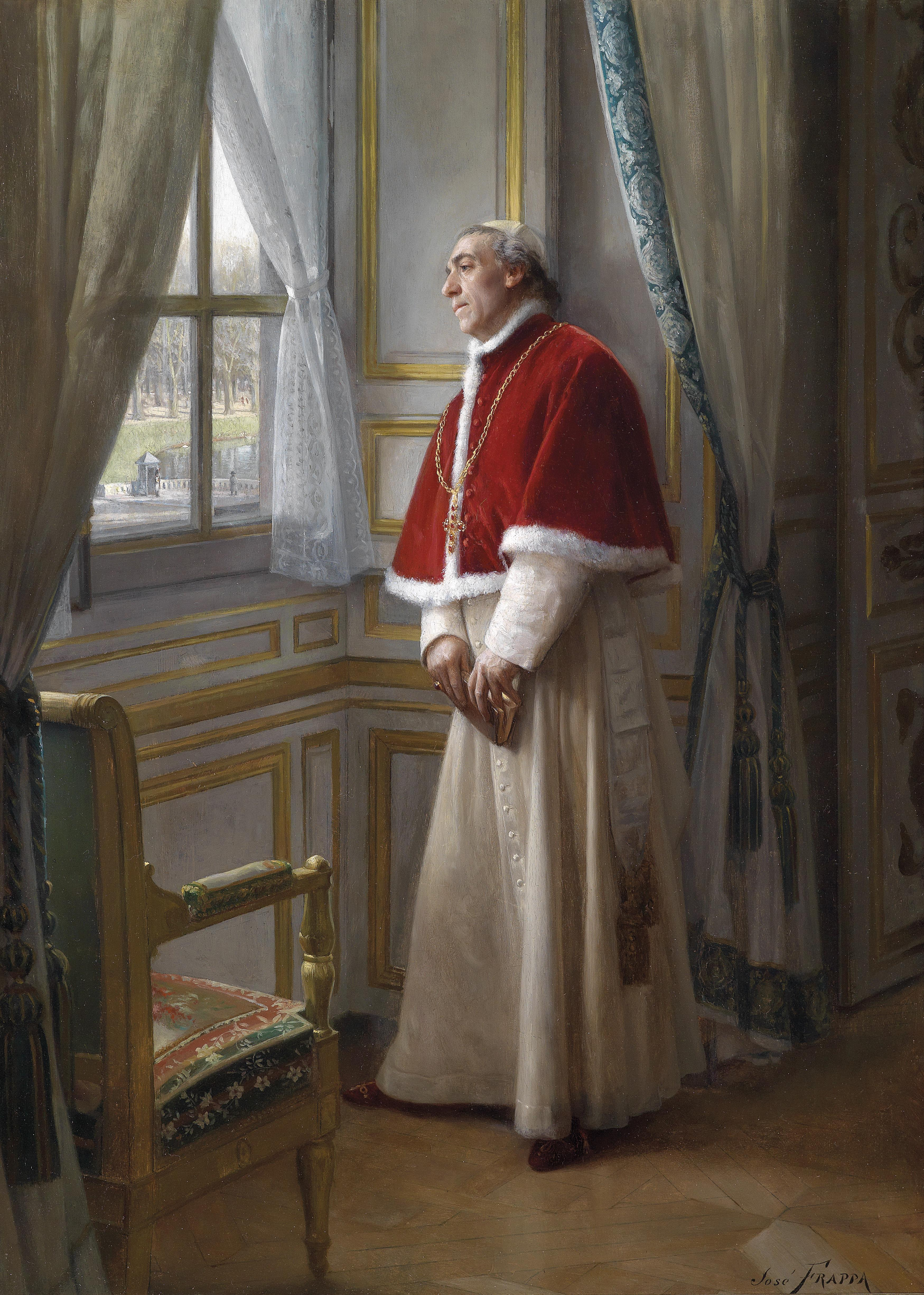
José Frappa

José Frappa, eigentlich Joseph Frappa, (* 18. April 1854 in Saint-Étienne, Département Loire; † 17. Februar 1904 in Paris) war ein französischer Maler. 

## Leben
Frappa war ein Sohn des Verkäufers Jean-Claude Frappa und dessen Ehefrau Rose Huguet. Seine künstlerische Ausbildung bekam er an der École des Beaux-Arts in Paris, u. a. bei Alexandre Cabanel. 
Acht Wochen vor seinem 50. Geburtstag starb José Frappa am 17. Februar 1904 in Paris (18. Arrondissement). Seine letzte Ruhestätte fand er auf dem Cimetière de Boulogne-Billancourt. 
Der Journalist und Schriftsteller Jean-José Frappa war sein Sohn.

## Ehrungen
- 1898 Ritter der Ehrenlegion

## Werke (Auswahl)
- L'intrus.
- Le tentation.
- Le pape signant le concordat devant Napoléon I.
- Portrait de Mme Kohler.
- Portrait d’Élégante.
- Sur la falaise du Zeréport.
- Les connaisseurs.
- Femme au canapee.
- La marchandes de roses.
- Phryne.